# スピリドニア (小惑星)
スピリドニア (1330 Spiridonia) は、小惑星帯に位置する小惑星である。ウラジーミル・アルビツキーがクリミア半島のシメイズ天文台で発見した。
発見者の妻の兄弟で、小惑星ヴィーチャの名前の由来となったヴィクトル・ザスラフスキーのおじのスピリドン・イリイッチ・ザスラフスキー（1883-1942）に因んで命名された。